# Христианин (журнал, Сергиев Посад)
Христианин — православный журнал, издававшийся с 1906 по 1916 год в Сергиевом Посаде.

## История
21 декабря 1906 года, ректором Московской духовной академии епископом Евдокимом (Мещерским) было получено разрешение Святейшего Синода на публикацию ежемесячного журнала по представленной в Синод им же составленной программе. Среди авторов журнала числились: Павел Флоренский, Н. Н. Неплюев, епископ Евдоким и другие.
Редакторы: с 1907 по 1909 год — епископ Евдоким (Мещерский); с 1909 (с 11 номера) — Григорий Чепур; с 1910 (с 3 номера) — архимандрит Филипп; с 1912 (с 6/8 номера) — епископ Евдоким.
Журнал прекратил своё существование в 1916 году.

## Отзывы
В своём письменном обращении на имя Павла Флоренского, Александр Ельчанинов 19 февраля 1907 года сделал своё критическое замечание на новое периодическое издание:

Прислали нам статью (кто-то из ваших академиков), отзыв о журнале епископа Евдокима «Христианин», обнаруживающий, во-первых, сплошь чёрное направление журнала и, во-вторых, некрасивое ведение дела — вся передовая «Наши задачи» списана с «Христианского братства борьбы» и его программы Свенцицкого. Сейчас мы получили проспект издания, составленный в крикливом, рекламном тоне, с упоминанием корреспондентов по всему миру, с подчеркиванием того, что в почте и портфеле есть такие произведения, которые никем ещё до сих пор не были обнародованы.
— А. В. Ельчанинов